# Addio terraferma
Addio terraferma (Adieu, plancher des vaches!) è un film del 1999 diretto da Otar Ioseliani.
È stato presentato fuori concorso al 52º Festival di Cannes.

## Trama
L'asse narrativo principale segue gli abitanti di una villa alle porte di Parigi: la madre, che ogni giorno parte in elicottero per seguire non meglio precisati affari, è attenta soprattutto alle apparenze; il figlio più grande si reca quotidianamente in città di nascosto per svolgere umili impieghi e passare il tempo con un gruppo di mendicanti e piccoli malviventi; il padre vive quasi segregato nella sua stanza in compagnia di alcolici e trenini elettrici. 

## Produzione
Il titolo originale Adieu, plancher des vaches!, traducibile all'incirca come Addio, piattaforma delle vacche! corrisponde al saluto dei marinai quando salpano e ha un senso dispregiativo che si perde nel titolo italiano.

## Riconoscimenti
- 1999: Premio Louis-Delluc